# Petra de Bruin

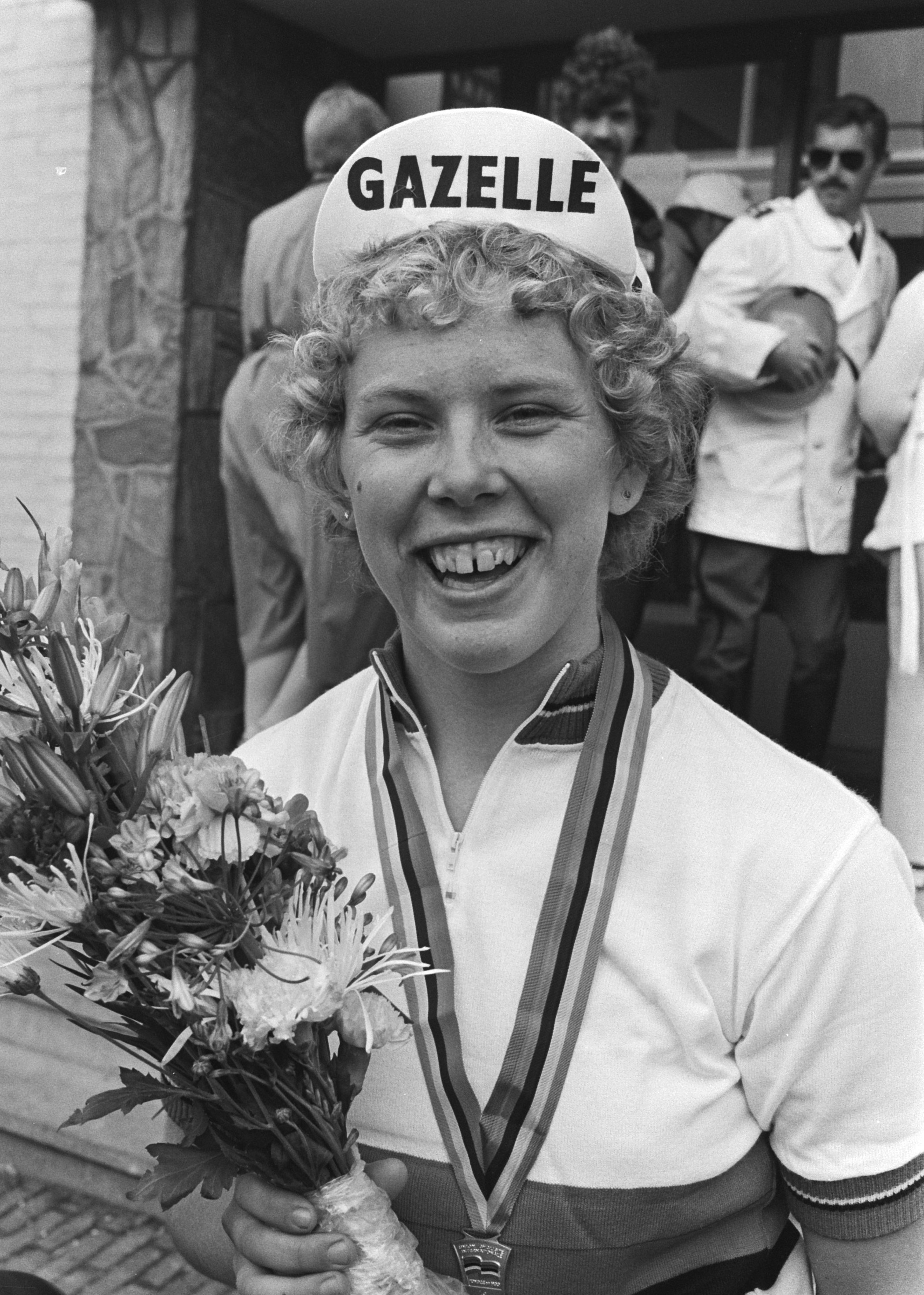
Petra de Bruin, 1979

Petra de Bruin (* 22. Februar  1962 in Nieuwkoop) ist eine ehemalige niederländische Radrennfahrerin.
1979 wurde Petra de Bruin Weltmeisterin im Straßenrennen im heimischen Valkenburg aan de Geul.
De Bruin war auch eine erfolgreiche Bahnradsportlerin: 1987 und 1989 wurde de Bruin niederländische Meisterin in der Einerverfolgung und 1988 im Omnium. Im Jahr ihres Sieges bei den Weltmeisterschaften wurde sie in den Niederlanden zur Sportlerin des Jahres gewählt.
Im Dezember 2016 berichtete de Bruin gegenüber dem niederländischen Nachrichtenportal NOS.nl über sexuellen Missbrauch während ihrer Laufbahn. Ein Manager habe sie über zehn Jahre missbraucht, aber in einem Schlichtungsgespräch beim niederländischen Radsportverband Koninklijke Nederlandsche Wielren Unie (KNWU) die Vorwürfe bestritten. Auch Mechaniker, Soigneure und Mitarbeiter des Verbands hätten sie sexuell bedrängt oder sexuelle Gefälligkeiten eingefordert.